# Anne (série de televisão)
Anne é uma minissérie britânica de drama histórico escrita por Kevin Sampson com direção de Bruce Goodison. É protagonizada por Maxine Peake no papel da ativista Anne Williams. A série estreou na ITV em 2 de janeiro de 2022.

## Elenco
- Maxine Peake como Anne Williams
- Stephen Walters como Steve Williams
- Campbell Wallace como Kevin Williams
- Bobby Schofield como Michael Williams
- Lily Shepherd e Ellie May Davies como Sara Williams
- Clare Calbraith como Sheila Coleman
- Rob Jarvis como John Glover
- Matthew McNulty como Andy Burnham
- Polly Kemp como Ann Adlington
- Raymond Waring como Steve Hart
- Ian Puleston-Davies como Phil Scraton
- Gracie Kelly como Debra Martin

## Recepção
No Rotten Tomatoes a série detém um índice de aprovação de 100% com base em 7 avaliações, com uma nota média de 8,4 de 10.

## Prêmios e indicações
| Ano  | Prêmio                            | Categoria         | Indicado(s)  | Resultado |
| ---- | --------------------------------- | ----------------- | ------------ | --------- |
| 2022 | Seoul International Drama Awards  | Melhor Minissérie | Anne         | Venceu    |
| 2023 | British Academy Television Awards | Melhor Atriz      | Maxine Peake | Indicado  |